# Убалдо I Висконти
Убалдо I Висконти (на италиански: Ubaldo I Visconti), познат като Убалдо Висконти ди Елдицио (Ubaldo Visconti di Eldizio, † 1230), е италиански политик и фактически управител на Юдикат Каляри на о-в Сардиния.

## Произход
Той е член на семейство Висконти ди Пиза. Син е на Елдицио Висконти ди Пиза, патриций на Пиза и по-късно консул (1184-1185), и на дъщерята на съдията (владетеля) на Юдикат Каляри Петър Торкиторий III. Неговите дядо и баба по бащина линия са Алберто Висконти ди Пиза, патриций на Пиза, и Алигарда. Има един брат:
- Ламберто († 1225), съдия на Юдикат Галура (1218 – 1225) и съпруг на Елена де Лакон, съдийка на Галура, и на Бенедета ди Каляри, съдийка на Каляри.

Да не се бърка с племенника му Убалдо Висконти ди Галура (Убалдо II), син на брат му Ламберто и съдия на Юдикат Галура и на Юдикат Торес, и съпруг на Аделазия ди Торес.

## Биография
С брат си Ламберто завладява Каляри и след това, когато Ламберто се жени за владетелката Бенедета ди Каляри, управлява вместо него. Двамата също заемат длъжността на патриции и след това на подести.
Около 1200 г. Убалдо помага на съдия Вилхелм от Маса (Вилхелм I Салузий IV) по заповед на Република Пиза във войната му срещу съдия Комит III от Логудоро, когато двамата съдии установяват мирни споразумения.
През 1212 г. Пиза е разтърсена от вътрешни борби между про и антивисконтски фракции. Към средата на януари 1213 г. пизанските антивисконтски сили, водени от Вилхелм от Маса (Вилхелм I Салузий IV, съдия на Каляри, както и маркиз на Маса) и подкрепяни от Маса, Пистоя, от милициите на неговия тъст Гуидо Гуера III тъй като изгнаници от Лука се сблъскват близо до река Фриджидо и имат най-лошия резултат срещу войските на Убалдо и сваления подест на Пиза Гофредо Мусто Висконти, който командва противниковата партия, съставена главно от пизански изгнаници и граждани на Лука. След победата на Висконти в Пиза са назначени четирима ректори, единият от които принадлежи към групата на Висконти.
През 1214 г. Убалдо и брат му Ламберто се възползват от възможността да започнат офанзива срещу юдикатите на Каляри и на  Арбореа, но са отблъснати от силите на съдия Комит и Генуезката република . Войната продължава в морето, но е спряна благодарение на намесата на папа Хонорий III, който принуждава Комит да сключи мир с Пиза през 1217 г.
През 1215 г., възползвайки се от слабостта на Бенедета ди Каляри, Ламберто Висконти събира огромна флота и разтоварва армия в Каляри, където окупира хълма, който ще стане известен като "Castel di Castro di Cagliari", който доминира над града, и го укрепва. След това той оставя задачата да завладее останалата част от територията на своя брат Убалдо I. Поради това съдийката  е принудена да напусне столицата си и да намери убежище във вътрешността на юдиката. Тогава през 1217 г. Убалдо принуждава Бенедета официално да отстъпи юдиката и тя го получава в замяна като васална на консула на Пиза. В Каляри обаче избухват бунтове между сардинците и пизанците, така че Бенедета и нейният съпруг Баризон Торкиторий IV, се съюзяват със съдия Комит и  сГенуа с надеждата да изкоренят влиянието на Пиза. Междувременно Ламберто Висконти и Бенедета ди Каляри овдовяват, така че Убалдо урежда брака между брат си и самата Бенедета през 1220 г., въпреки възраженията на папата.
През 1230 г. Убалдо, който контролира Юдикат Каляри от 1215 г., умира. Неговият племенник Убалдо Висконти ди Галура (Убалдо II) веднага заема позицията му, докато синът на Убалдо I Джовани наследява Юдикат Галура.